# Оксалоацетат
Оксалоацетат, щавелевоуксусная кислота (HO2C-C(O)-CH2-CO2H) — органическое соединение, четырёхуглеродная двухосновная кетокислота. Существует в виде таутомера HO2C-C(OH)=CH-CO2H.

## Получение
- Щавелевоуксусная кислота получается путём окисления L-яблочной кислоты.

## Эфиры
Диэтилоксалоацетат (диэтиловый эфир щавелевоуксусной кислоты, щавелевоуксусный эфир) — может быть получен конденсацией этилацетата с диэтилоксалатом в присутствии металлического натрия или этилата натрия. Применяется в органическом синтезе.

## Биологическая роль
Оксалоацетат является промежуточным соединением в цикле Кребса и глюконеогенезе. Оксалоацетат образуется при окислении малата, катализируемого малатдегидрогеназой. Оксалоацетат взаимодействует с ацетил-КоА, образуя цитрат, при участии фермента цитратсинтазы.
Также оксалоацетат образуется в мезофилле листьев растений, путём конденсации углекислого газа с фосфоенолпируватом, катализируемой фосфоенолпируваткарбоксилазой. Оксалоацетат образуется из пирувата в анаплеротической реакции.
Из щавелевоуксусной кислоты и ацетил кофермента А по типу альдольной конденсации происходит биосинтез лимонной кислоты.